# Paderno d'Adda
Paderno d'Adda (Padèrnu in dialetto brianzolo, Padéren in dialetto bergamasco, Paderno fino al 1863) è un comune italiano di 3 896 abitanti della provincia di Lecco in Lombardia. Paderno d'Adda è sita nel settore orientale del fiume Adda, all'interno del Parco Adda Nord e dell'ecomuseo Adda di Leonardo. Paderno costituiva un punto di strozzatura nel percorso fluviale lungo l'Adda. Dopo svariati tentativi, solo nel 1700 fu superato l'ostacolo alla navigazione con la costruzione del naviglio di Paderno, permettendo così il congiungimento tra il Lago di Como e Milano tramite la Martesana.

## Storia
In epoca medievale, Paderno era parte della pieve di Brivio.
Per ovviare al problema dell'attraversamento dell'Adda, reso difficoltoso dalla presenza di alcune rapide, Leonardo da Vinci progettò un sistema di chiuse. L'implementazione del progetto, interrotta alla morte di Ludovico il Moro, venne ripresa solo nel 1574 e finì con la realizzazione del naviglio di Paderno.

### Simboli
Lo stemma e il gonfalone sono stati concessi con decreto del presidente della Repubblica del 23 luglio 2004.
Il gonfalone è un drappo di bianco.

## Monumenti e luoghi d'interesse

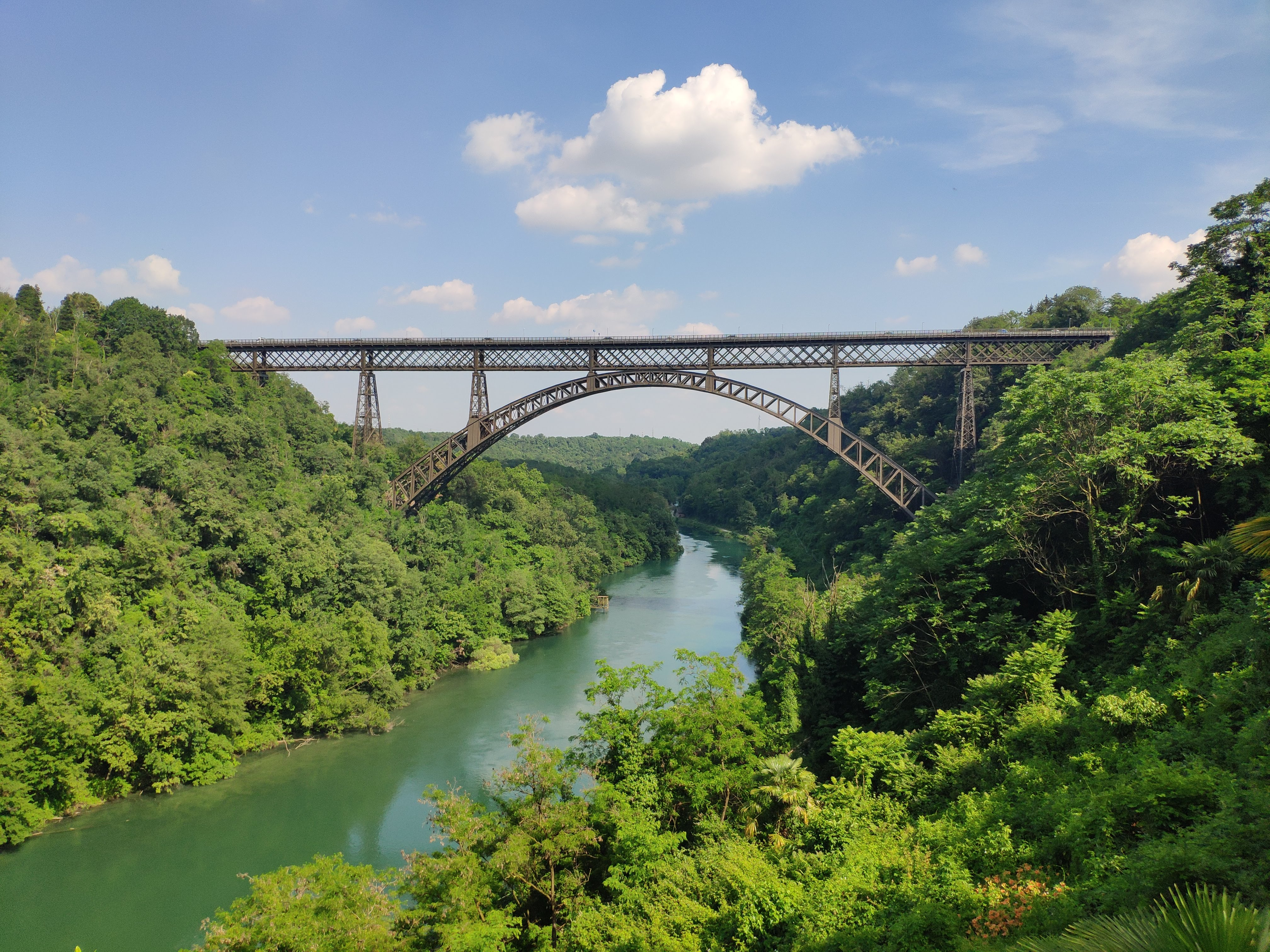
Ponte di ferro di Paderno d'Adda

### Architetture civili

#### Architetture legate al fiume Adda
A Paderno d'Adda si trova il famoso ponte di Paderno o ponte San Michele. Fu costruito tra il 1887 e il 1889 dalla Società Nazionale Officine di Savigliano di Cuneo, sotto la direzione dell'ingegnere svizzero Julius Rothlisberger (1851-1911). Il ponte è lungo 266 m ed è sostenuto da nove appoggi, che reggono un'arcata metallica di 150 m di corda e 37,50 di freccia. Nella travata interna del viadotto passa la ferrovia Seregno-Bergamo, sulla parte superiore c'è la strada destinata al traffico leggero. L'altezza sul fiume è di circa 85 metri.
Poco lontano dal ponte si trova la centrale idroelettrica Bertini della Edison. Di interesse è la casa del guardiano della diga.

#### Altro

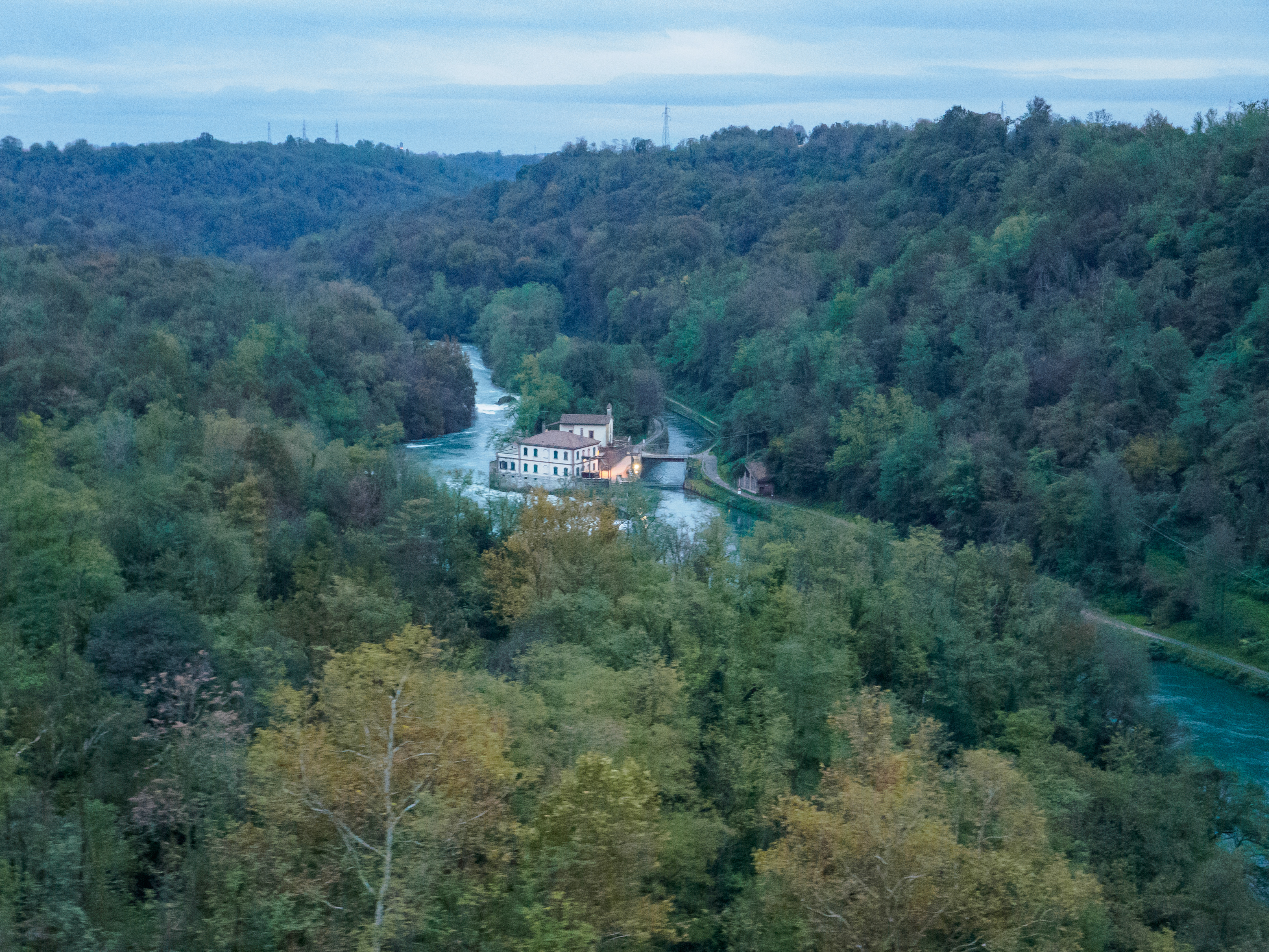
Oratorio di Santa Maria Addolorata

- Villa Gnecchi-Ruscone, risalente alla prima metà dell'Ottocento[9]
- Cascina Assunta (1862),[10] abitazione rurale in stile lombardo[11].
- Cascina Maria[12]
- Cascina Chioso[13]

### Architetture religiose
- Parrocchiale di Santa Maria Assunta[14], riedificata alla fine del XIX secolo[15]
- Chiesa di Santa Marta (XVI secolo[16]), probabilmente costruita laddove si trovava la vecchia chiesa di San Pietro, la quale era alle dipendenze della pieve di Brivio[4].
- Chiesa di Santa Elisabetta (XVIII secolo)[17]
- Oratorio di Sant'Ambrogio, già attestato alla fine del Seicento[18]

### Altro
Da segnalare anche il monumento ai caduti (1931), opera dello scultore Giuseppe Mozzanica, inoltre nel cimitero locale è sepolto Enzo Bearzot.

## Società

### Evoluzione demografica
- 535 nel 1751
- 514 nel 1771
- 662 nel 1805
- annessione a Robbiate nel 1809
- 920 nel 1853
- annessione a Robbiate nel 1928[21]

Abitanti censiti

### Etnie e minoranze straniere
Gli stranieri residenti nel comune sono 387, ovvero il 10% della popolazione. Di seguito sono riportati i gruppi più consistenti:
1. Marocco, 76
2. Romania, 68
3. Albania, 39
4. Egitto, 23
5. Senegal, 22
6. Bangladesh, 22